# Варяг (фільм)
«Варя́г» (англ. The Northman — північа́нин, норма́н) — історичний драматичний фільм режисера Роберта Еґґерса 2022 року.
Фільм засновано на скандинавській міфології та легенді про Амлета, прототипа Гамлета. Щоб помститися за свого батька, принц Амлет вирушає в довгу та небезпечну подорож, і виконує пророковану йому долю.

## Сюжет
У 895 році н. е. король Аурванділ Ворон Війни повертається до свого королівства на острів Храфнсі після своїх заморських завоювань. Він воз'єднується зі своєю дружиною, королевою Гудрун, і своїм сином-спадкоємцем, юним принцом Амлетом. Хлопчик проходить болісне посвячення в дорослі. Батько пророкує, що Амлет більше ніколи не плакатиме через слабкість. За церемонією спостерігає блазень Аурванділа Хеймір. Наступного ранку воїни в масках на чолі з братом Аурванділла, Фйольніром, влаштовують засідку і вбивають короля. Фйольнір викрадає Гудрун, Амлет тікає на човні, присягаючись помститися за свого батька, врятувати свою матір і вбити дядька-узурпатора.
Амлета знайшла банда вікінгів і виховала як берсерка. Роки потому, після нападу на землю русів, Амлет зустрічає провидицю в храмі Святовита; провидиця пророкує, що Амлет скоро помститься Фйольніру. Амлет дізнається, що правління Фйольніра було недовге, його повалив Харальд Норвезький і вигнав до Ісландії. Амлет прокрадається на борт корабля з рабами, що прямує до Ісландії. Видаючи себе за невільника, він зустрічає слов'янську рабиню на ім'я Ольга, яка стверджує, що вона чаклунка. Після прибуття Амлета та інших рабів доставляють на ферму Фйольніра. Там з'ясовується, що королева Гудрун, нині дружина Фйольніра, народила сина Гуннара.
Одного разу вночі Амлет втікає з ферми і зустрічає чаклуна, який сприяє духовному діалогу між Амлетом і небіжчиком Хейміром, убитим Фйольніром. Він розповідає Амлету про «нічний клинок» — чарівний меч, який можна дістати тільки вночі у повню в кургані. Амлет приходить у вказане місце, де перемагає мерця й відбирає в нього меча. Через день Амлет обраний для участі у грі в м'яч. Гра стає жорстокішою, і Амлет рятує Гуннара, який біжить грати, від чемпіона протиборчої команди Торфінна. За це Торір-старший і дорослий син Фйольніра дозволяє Амлету взяти Ольгу за дружину і робить його наглядачем над іншими рабами.
Під час вечірніх урочистостей Амлет і Ольга кохаються; вони обіцяють співпрацювати, щоб перемогти Фйольніра і його людей. Протягом наступних ночей Амлет вбиває кількох людей Фйольніра, а Ольга змішує їжу чоловіків з психоделічними грибами, дозволяючи Амлету проникнути в будинок Фйольніра. Він зустрічає свою матір Гудрун, яка розповідає, що спочатку її забрали в рабство і що зачаття Амлета було результатом зґвалтування. Вона намагається спокусити свого сина, а також показує, що це був її наказ Фйольніру вбити Аурванділла і Амлета, і що вона вважає кращими Фйольніра і свого нового сина Гуннара. Розлючений Амлет йде, вбиває заснулого Торіра та вирізає йому серце.
У спробі знайти вбивцю свого сина Фйольнір погрожує вбити Ольгу, в результаті чого Амлет розкриває себе як відповідального і обмінює життя Ольги на серце Торіра. Амлета підвідшують на мотузках у сараї та жорстоко б'ють. Та його звільняє зграя воронів, розклювавши мотузки. Ольга рятує Амлета з ферми, і вони удвох тікають, плануючи вирушити до родичів Амлета на Оркнейські острови. Залишаючи Ісландію на човні, Амлет цілує рану на горлі Ольги. Це викликає видіння, в якому вона вагітна близнюками, один з яких стане Королем-Дівою, передбаченим провидицею. Побоюючись, що його діти ніколи не будуть в безпеці, поки живий Фйольнір, Амлет, всупереч бажанню Ольги, вирішує вбити Фйольніра і стрибає за борт.
Повернувшись на ферму, Амлет звільняє рабів і вбиває більшу частину людей Фйольніра. Під час пошуків Фйольніра на Амлета нападає Гудрун, а потім Гуннар. Амлет захищається, але в подальшому хаосі вбиває обох, другого випадково, і отримує важкі поранення. Фйольнір виявляє тіла і домовляється про зустріч з Амлетом біля вулкана, що вважається брамою до Гельгейму. Амлет і Фйольнір вступають в жорстоку сутичку на мечах; Фйольнір обезголовлений, а Амлет смертельно поранений. Коли Амлет лежить при смерті, у нього є видіння майбутнього Ольги, що обіймає їхніх дітей-близнюків. Він починає підніматися в Валгаллу, проливаючи свою першу сльозу після смерті батька.

## У ролях
| Актор                         | Роль                     |
| ----------------------------- | ------------------------ |
| Александр Скашгорд            | принц Амлет              |
| Ніколь Кідман                 | королева Гюдрун          |
| Клес Банг                     | новий король Фйольнір    |
| Аня Тейлор-Джой               | Ольга                    |
| Ітан Гоук                     | старий король Аурванділь |
| Б'єрк                         | провидиця                |
| Віллем Дефо                   | Геймір                   |
| Інгвар Сігюрдссон             | чарівник                 |
| Мюррей Мак-Артур              | Гакон                    |
| Ієн Джерард Вайт              | Торвальд                 |
| Гафтоур Б'єрнссон             | Торфінн                  |
| Кейт Дікі                     | Гальдора                 |
| Ісадоура Б'яркардоуттір-Барні | Мелькорка                |
| Ральф Айнесон                 | Володимир                |

## Виробництво
У жовтні 2019 року було оголошено, що Роберт Еґґерс зніме і, спільно зі Сьйоуном, напише сценарій до фільму про помсту вікінгів. Ніколь Кідман, Александр Скашгорд, Аня Тейлор-Джой, Білл Скашгорд і Віллем Дефо вели переговори, щоб приєднатися до фільму. Усі вони були підтверджені в грудні, разом із приєднанням Клеса Банга до акторського складу. У серпні 2020, Б'єрк, Кейт Дікі та Ітан Гоук приєдналися до акторського складу, тоді як «Focus Features» була оголошена як дистриб'ютор. У вересні 2020 року Білл Скашгорд оголосив, що покинув участь у фільм через конфлікти в графіку.
Фільмування почалися 2 березня 2020 в Антрімі, Північна Ірландія. 16 березня 2020 року виробництво фільму зупинили через пандемію коронавірусної хвороби. Виробництво відновилося на початку серпня 2020. Знімання завершили на початку грудня 2020 року.

## Випуск
Випуск фільму запланований «Focus Features» 8 квітня 2022 року.

## Сприйняття
Агрегатор рецензій «Rotten Tomatoes» повідомляє, що 90 % критиків дали фільму позитивну рецензію із середньою оцінкою 7,7/10. «Metacritic» присудив фільму середню оцінку 82 зі 100, що свідчить про «загальне визнання».
Пітер Бредшоу у газеті «The Guardian» описав «Варяг»: це нігілістична й хаотична історія про нескінченний цикл насильства та нитку долі, по якій «капає смачний токсин мужності». Критик назвав фільм епатажним і візуально привабливим «скандинавським нуаром». Хоча Еґґерс бере за основу історію, що була основою для «Гамлета», він позбавив свого героя нерішучості та меланхолії. Його «бути чи не бути» полягає в тому, що «бути» стосується Амлета, а «не бути» — його ворогів.
Кларисса Логрі в «The Independent» похвалила, що протягом усього свого фільму Еґґерс зберігає відданість автентичності, а не популістському образу вікінгів. Фільм також фундаментально вкорінений у язичницьких віруваннях, де межа природного та надприродного дуже тонка. Але тут Еґґерс вийшов за межі клаустрофобії «Відьми» (2015) та «Маяка» (2019), розгортаючи свій епос у скелястих просторах Ісландії.